# Rezlānsar
Rezlānsar (persiska: رزلانسر) är en ort i Iran.   Den ligger i provinsen Kermanshah, i den nordvästra delen av landet, 400 km väster om huvudstaden Teheran. Rezlānsar ligger 1 511 meter över havet och antalet invånare är 217.
Terrängen runt Rezlānsar är varierad.Runt Rezlānsar är det ganska tätbefolkat, med 149 invånare per kvadratkilometer. Närmaste större samhälle är Kāmyārān, 18,8 km nordväst om Rezlānsar. Trakten runt Rezlānsar består till största delen av jordbruksmark.